# Stipagrostis sabulicola
Stipagrostis sabulicola là một loài thực vật có hoa trong họ Hòa thảo. Loài này được (Pilg.) De Winter miêu tả khoa học đầu tiên năm 1963.